# Edi Carlo Dias Marçal
Edi Carlo Dias Marçal (nacido el 13 de septiembre de 1974) es un exfutbolista brasileño que se desempeñaba como delantero.
Jugó para clubes como el PFC Arsenal Tula, Gamba Osaka, Oita Trinita, Albirex Niigata, Consadole Sapporo, Santo André, Portuguesa Santista, Pogoń Szczecin y Korona Kielce.

## Trayectoria

### Clubes
| Club                | País    | Año         |
| ------------------- | ------- | ----------- |
| PFC Arsenal Tula    | Rusia   | 1998 - 1999 |
| Gamba Osaka         | Japón   | 2000        |
| Oita Trinita        | Japón   | 2000        |
| Albirex Niigata     | Japón   | 2001        |
| Oita Trinita        | Japón   | 2002 - 2003 |
| Consadole Sapporo   | Japón   | 2003        |
| Santo André         | Brasil  | 2004        |
| Portuguesa Santista | Brasil  | 2005        |
| Pogoń Szczecin      | Polonia | 2005 - 2007 |
| Korona Kielce       | Polonia | 2007 - 2011 |
| Pogoń Szczecin      | Polonia | 2011 - 2013 |